# Żywki (jezioro)
Żywki lub Jezioro Żyweckie – jezioro w Polsce w województwie warmińsko-mazurskim, w powiecie giżyckim, w gminie Kruklanki.

## Położenie
Jezioro leży na Pojezierzu Ełckim, w mezoregionie Wielkich Jezior Mazurskich, w dorzeczu Sapina–Węgorapa–Pregoła. Znajduje się około 12 km w kierunku wschodnim od Giżycka. Na zachodnim brzegu położona jest wieś Żywki. Przez zbiornik wodny przepływa rzeka Sapina. Od wschodu wpływa od strony jeziora Sołtmany, a wypływa na zachodzie. Do zbiornika wodnego uchodzi także ciek o nazwie Dopływ z jez. Babka, który odprowadza wody z jeziora Babka.
Linia brzegowa jest średnio rozwinięta. Dno jest muliste. Brzegi są w większości wysokie, zadrzewione, miejscami strome. W części wschodniej jeziora – płaskie i podmokłe.
Jezioro leży na terenie obwodu rybackiego jeziora Kruklin w zlewni rzeki Węgorapa – nr 7, jego użytkownikiem jest Polski Związek Wędkarski. Objęte jest strefą ciszy. Znajduje się na terenie Obszaru Chronionego Krajobrazu Krainy Wielkich Jezior Mazurskich o łącznej powierzchni 85 527,0 ha.

## Morfometria
Według danych Instytutu Rybactwa Śródlądowego powierzchnia zwierciadła wody jeziora wynosi 20,5 ha. Średnia głębokość zbiornika wodnego to 3,4 m, a maksymalna – 9,5 m. Lustro wody znajduje się na wysokości 129,3 m n.p.m. Objętość jeziora wynosi 704,4 tys. m³. Maksymalna długość jeziora to 930 m a szerokość 400 m. Długość linii brzegowej wynosi 2 500 m.
Inne dane uzyskano natomiast poprzez planimetrię jeziora na mapach w skali 1:50 000 według Państwowego Układu Współrzędnych 1965, zgodnie z poziomem odniesienia Kronsztadt. Otrzymana w ten sposób powierzchnia zbiornika wodnego to 16,0 ha, a wysokość bezwzględna lustra wody – 129,1 m n.p.m.

## Przyroda
W skład pogłowia występujących ryb wchodzą m.in. szczupak, leszcz, płoć i lin.